# Cassia
För andra betydelser, se Cassia (olika betydelser).
Cassia är ett släkte av ärtväxter. Cassia ingår i familjen ärtväxter.

## Bildgalleri

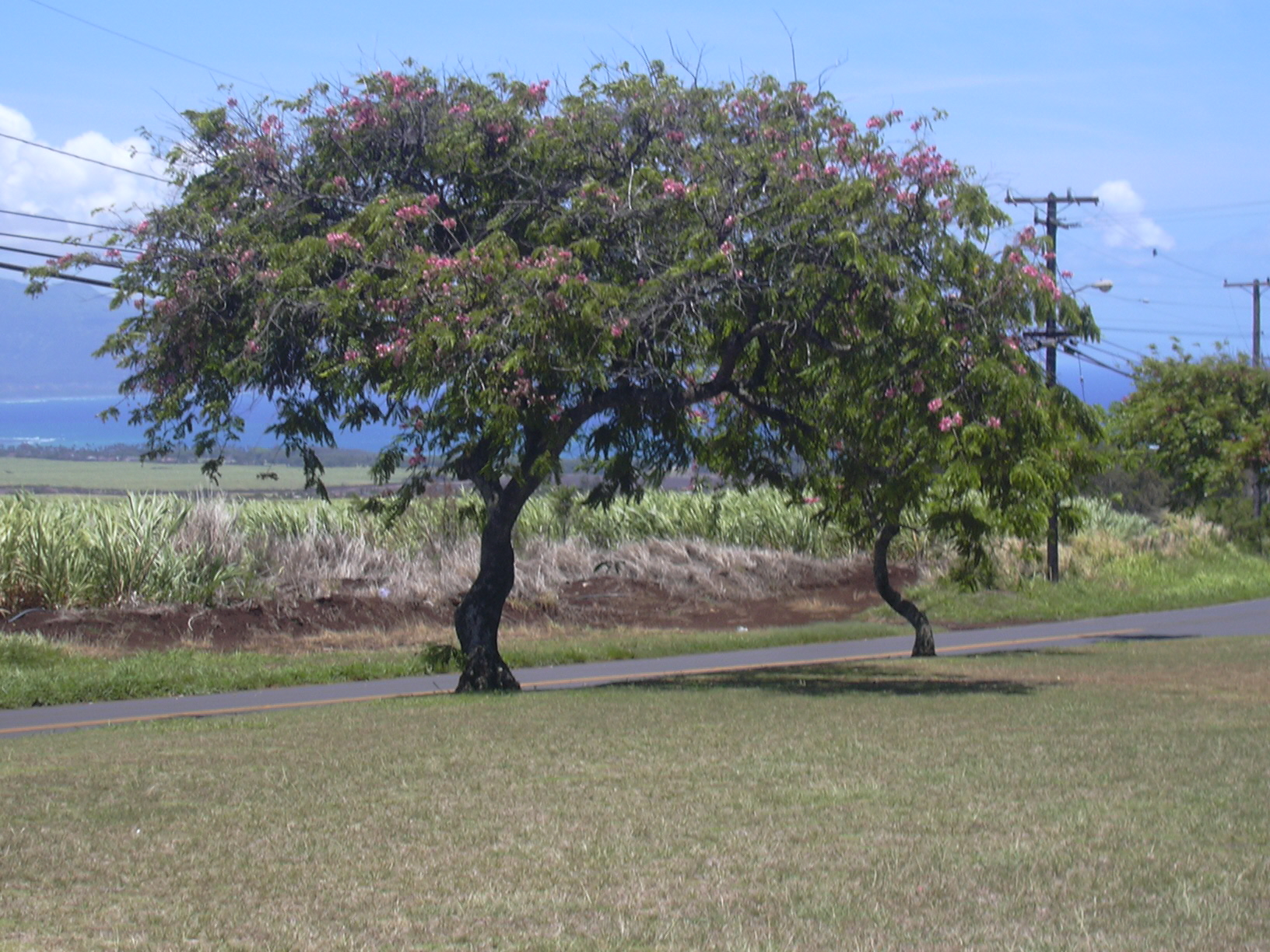
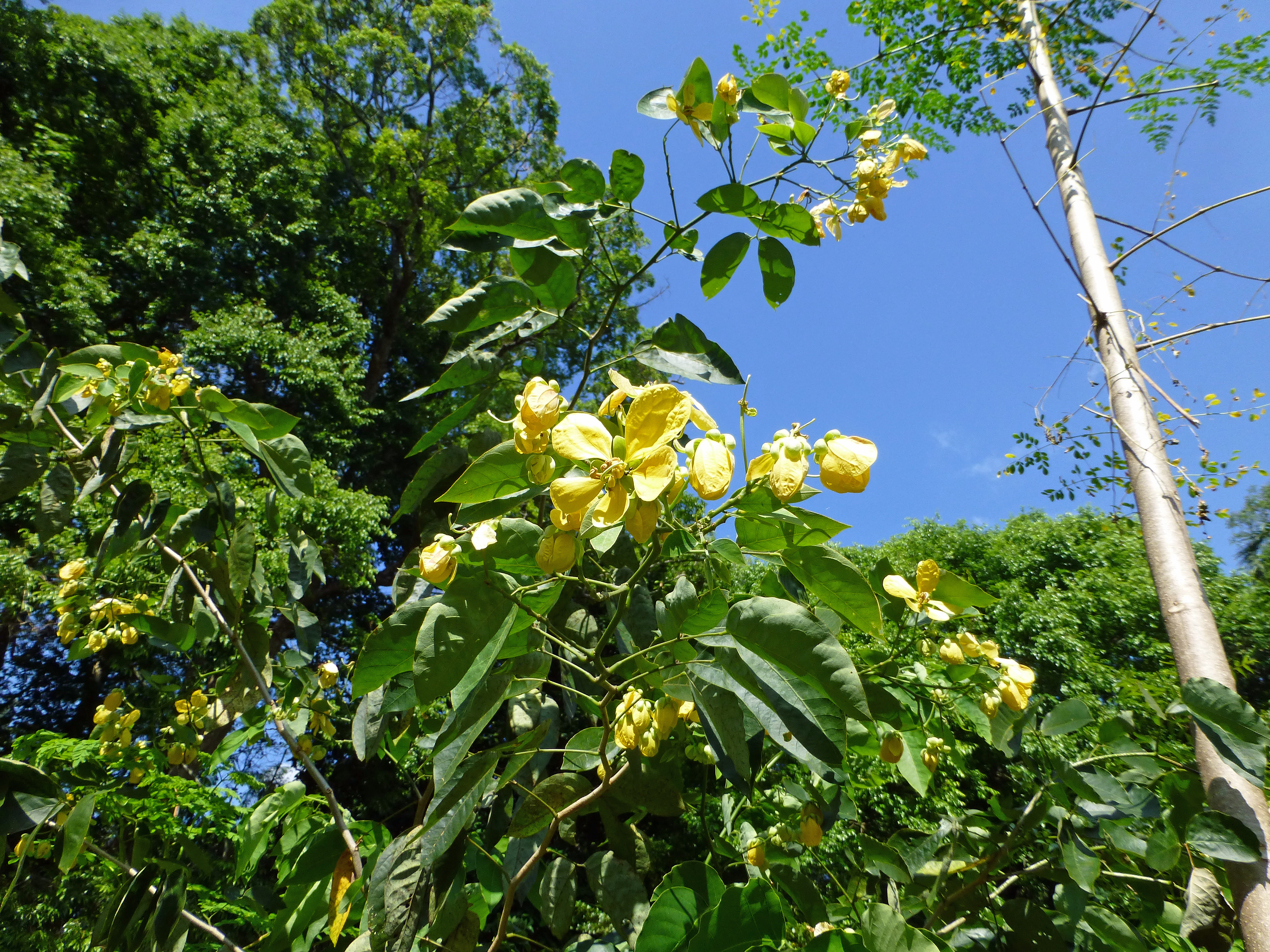
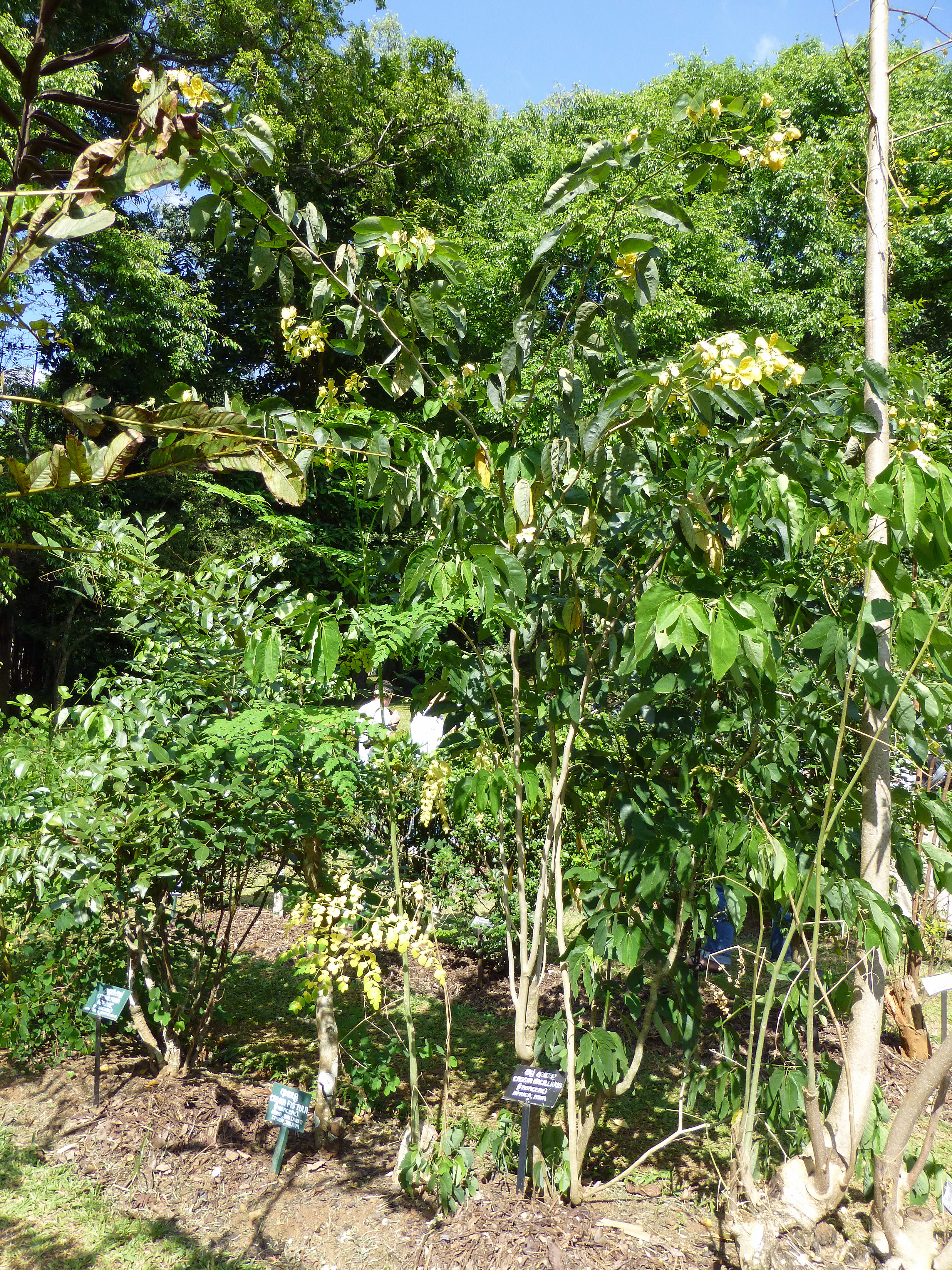
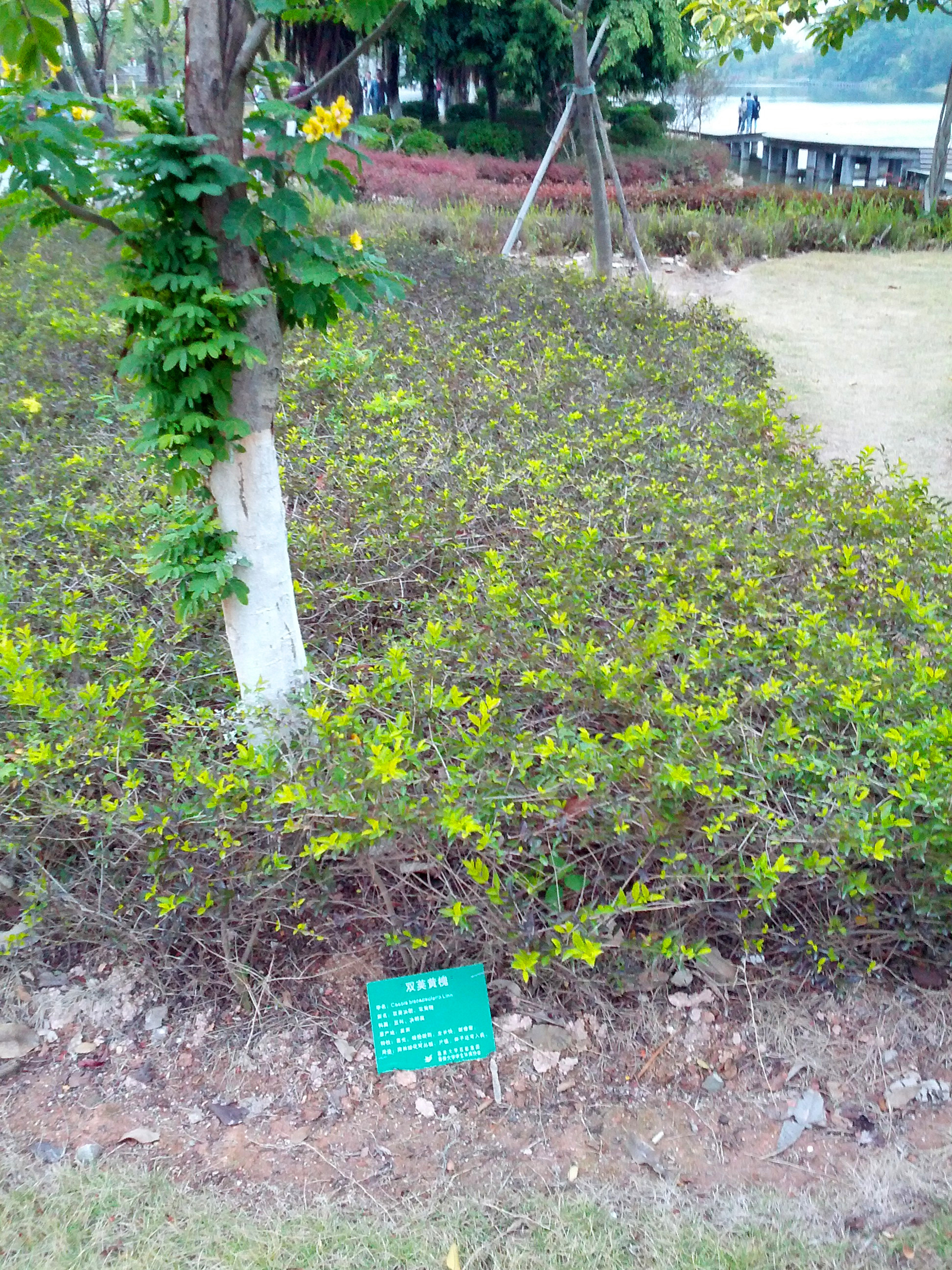

## Dottertaxa tillCassia, i alfabetisk ordning[1]
- Cassia abbreviata
- Cassia aciphylla
- Cassia afrofistula
- Cassia agnes
- Cassia aldabrensis
- Cassia angolensis
- Cassia arereh
- Cassia artemisioides
- Cassia artensis
- Cassia aubrevillei
- Cassia bakeriana
- Cassia barclayana
- Cassia brewsteri
- Cassia burttii
- Cassia cardiosperma
- Cassia charlesiana
- Cassia chatelainiana
- Cassia circinnata
- Cassia cladophylla
- Cassia concinna
- Cassia coronilloides
- Cassia costata
- Cassia cowanii
- Cassia curvistyla
- Cassia cuthbertsonii
- Cassia desolata
- Cassia eremophila
- Cassia fastuosa
- Cassia ferraria
- Cassia ferruginea
- Cassia fikifiki
- Cassia fistula
- Cassia goniodes
- Cassia grandis
- Cassia hamersleyensis
- Cassia harneyi
- Cassia helmsii
- Cassia hintonii
- Cassia hippophallus
- Cassia javanica
- Cassia johannae
- Cassia lancangensis
- Cassia leiandra
- Cassia leptoclada
- Cassia leptophylla
- Cassia leucocephala
- Cassia luerssenii
- Cassia madagascariensis
- Cassia magnifolia
- Cassia manicula
- Cassia mannii
- Cassia marksiana
- Cassia midas
- Cassia moschata
- Cassia nealiae
- Cassia nemophila
- Cassia neurophylla
- Cassia notabilis
- Cassia oligoclada
- Cassia oligophylla
- Cassia phyllodinea
- Cassia pilocarina
- Cassia pleurocarpa
- Cassia pruinosa
- Cassia psilocarpa
- Cassia queenslandica
- Cassia regia
- Cassia renigera
- Cassia retusa
- Cassia roxburghii
- Cassia rubriflora
- Cassia sieberiana
- Cassia spruceana
- Cassia stowardii
- Cassia sturtii
- Cassia swartzioides
- Cassia thyrsoidea
- Cassia tomentella
- Cassia venusta